# LPIN1
LPIN1‏ (Lipin 1) هوَ بروتين يُشَفر بواسطة جين LPIN1 في الإنسان.